# 十市遠勝
十市 遠勝（とおち/といち とおかつ）は、戦国時代の武将。大和国龍王山城主。

## 略歴
十市氏は大和国十市郡十市を本貫とする国人。祖に関しては諸説あり、明確なものはない。
遠勝は十市遠忠の子か。初名は藤勝。晩年に遠成と改めた。
天文14年（1545年）、遠忠が没すると家督を継ぐ。天文15年（1546年）8月20日、万歳氏の城とみられる竹内城を攻めたが敗れ、吉野に落ち、居城（龍王山城または十市城）は万歳氏に与する筒井順昭に明け渡された。
永禄2年（1559年）、三好長慶の重臣・松永久秀が大和に侵攻し、遠勝は筒井氏や万歳氏とともに敗れて、没落した。永禄5年（1562年）3月、牢人となっていた遠勝は畠山高政に属して久米田の戦いに加わり、三好実休を破っている。
この後、永禄8年（1565年）頃には娘のおなへを松永氏へ人質として差し出しており、永禄11年（1568年）8月19日に木津に退出するまで、おなへは多聞山城で過ごした。
永禄8年（1565年）11月、三好家中では松永久秀と三好三人衆の間で争いが始まった。永禄11年（1568年）2月20日、遠勝は秋山直国の森屋城を攻め落とし、三好三人衆と手を組んだが、松永久秀に通じた秋山氏の反撃により龍王山城を奪われ、十市城に退去した。同年9月には、松永方の箸尾氏と秋山氏によって十市郷への苅田放火が行われた。同年10月、織田信長より大和一国の支配を認められた松永久秀は、将軍・足利義昭や織田信長から20,000の援軍を受け、敵対する諸城を攻める。11月、遠勝は十市城から大西城に移って籠城したが、秋山勢を先鋒とした松永久通による攻撃を受けて森本主水介や中井才三郎らが討死し、大西城は落城した。以後、遠勝は松永氏に従ったとみられる。
永禄12年（1569年）正月、名を遠成に改める。同年10月24日、死去した。

## 遠勝死後の十市氏
遠勝の死後、十市家中は十市後室（遠勝の妻）とおなへを奉じる松永派と、一族の十市遠長を擁して筒井順慶に応じようとする筒井派に分裂した。松永派は遠勝の死去直後の永禄12年（1569年）11月、高田氏の斡旋で、竹内秀勝を通じて、十市城を開け渡すとの誓紙を松永方に渡している。しかし同年12月には筒井氏や興福寺の兵500が十市城に入り、松永派の河合権兵衛ら六人の重臣は十市後室とともに今井へ移った。
元亀元年（1570年）6月、松永久秀・久通父子は十市城に対し開城交渉を行ったが、城内は応じず、7月、筒井順慶が500の兵を率いて十市城に入り、城を固めた。元亀2年（1571年）8月、筒井方の越智氏・箸尾氏が十市郷に攻め寄せ、十市郷の半分は両氏に押領されることとなった。同年12月には、十市郷は筒井氏に押さえられている。元亀3年（1572年）7月、十市後室とおなへは柳本城に移った。
天正元年（1573年）、松永久秀が織田信長に降り、筒井順慶も信長に近づく。天正3年（1575年）3月には塙直政が大和守護に任じられた。同年5月、信長の朱印状により十市郷は3つに分割され、塙直政、松永久通、十市氏に与えられ、十市氏の分は十市遠長と遠勝後室とで折半となる。7月、龍王山城でおなへは松永久通と祝言をあげているが、これは久通に与えられた旧領を十市氏が保持しようとしたためと推測される。
天正3年11月、久通は十市城の十市遠長を攻め、12月には柳本城を落城させる。翌天正4年（1576年）2月、久通は森屋城を落とし、3月には再び十市城を攻めた。最終的に原田（塙）直政が十市城を接収し、遠長を河内国に追放して事を収めている。
天正5年（1577年）10月、松永久秀は信貴山城に拠って信長に反抗し、最後は自刃した（信貴山城の戦い）。このとき柳本城黒塚砦にあった久通も柳本衆により自害させられた。
天正7年（1579年）、布施氏より養子が迎えられ、おなへの婿となり、十市新二郎と名乗って十市氏の家督を継承した。天正13年（1585年）8月に筒井定次が伊賀国に移封となった際、新二郎はこれに従い大ノ木庄で1,000石の知行を与えられた。一方、河内から大和に戻っていた十市遠長も筒井氏のもとにあったが、伊賀への転封には従っておらず、天正14年（1586年）、十市郷に残る侍衆の所払いに遭って伊予国に渡った。
慶長13年（1608年）6月、筒井定次は家臣・中坊秀祐に訴えられて改易となった。このとき十市新二郎も牢人となり、以後の消息は不明である。

## 系譜
- 父：十市遠忠
- 母：筒井順興の娘
- 妻：不詳
  - 女子：おなへ - 松永久通正室。死別後、十市新二郎室
    - 婿養子：十市新二郎 - 布施氏より養子

  - 女子：おささ - 天正3年（1575年）8月に出家[45][35]